# كلاوديو راموس
كلاوديو راموس هو لاعب كرة قدم برتغالي في مركز حراسة المرمى، ولد في 16 نوفمبر 1991 في Touro ‏ في البرتغال. لعب مع فيتوريا دي غيماريش ونادي تونديلا.

## وصلات خارجية
- كلاوديو راموس على موقع الاتحاد الأوربي (الإنجليزية)
- كلاوديو راموس على موقع قاعدة بيانات كرة القدم.إي يو (الإنجليزية)
- كلاوديو راموس على موقع ناشيونال فوتبول تيمز (الإنجليزية)
- كلاوديو راموس على موقع Soccerway.com (الإنجليزية)
- كلاوديو راموس على موقع عالم كرة القدم.نت (الإنجليزية)
- كلاوديو راموس على موقع AS.com (الإسبانية)